# Hemilamprops ultimaespei
Hemilamprops ultimaespei is een zeekommasoort uit de familie van de Lampropidae. De wetenschappelijke naam van de soort is voor het eerst geldig gepubliceerd in 1921 door Zimmer.